# Jacques Lorain
Pour les articles homonymes, voir Lorain.
 (décembre 2017).
Si vous disposez d'ouvrages ou d'articles de référence ou si vous connaissez des sites web de qualité traitant du thème abordé ici, merci de compléter l'article en donnant les références utiles à sa vérifiabilité et en les liant à la section « Notes et références ».
Jacques Lorain, né à Paris (France) le 1er juillet 1917 et mort à Montréal le 3 juillet 2006 , est un acteur et impresario québécois.
Il est le père des actrices québécoises Sophie Lorain et Danièle Lorain.
Mari de Denise Filiatrault pendant plusieurs années, il a été membre de la troupe Le Beu qui rit (1954- 1960) de Paul Berval. Il était l'époux de la comédienne Arlette Sanders depuis quatre décennies. 
C'est lui qui avait organisé la première rencontre entre Dominique Michel et Denise Filiatrault, ce qui a donné un des meilleurs duos comiques de l'histoire de l'humour québécois.
À la télévision, on a pu le voir dans la série française Thierry la Fronde entre 1964 et 1966. Il y incarnait le rôle de Simon. Il a joué dans la série D'Iberville. Plus tard, en 1974, il a fait une apparition dans le film Pousse mais pousse égal du cinéaste Denis Héroux.